# Slemminge Sogn
Slemminge Sogn var et sogn i Lolland Østre Provsti (Lolland-Falsters Stift).
I 1800-tallet var Fjelde Sogn anneks til Slemminge Sogn. Begge sogne hørte til Musse Herred i Maribo Amt. Slemminge-Fjelde sognekommune blev ved kommunalreformen i 1970 indlemmet i Sakskøbing Kommune, der ved strukturreformen i 2007 indgik i Guldborgsund Kommune.
I Slemminge Sogn lå Slemminge Kirke.
I sognet findes følgende autoriserede stednavne:
- Atterup (bebyggelse)
- Brandstolpe (bebyggelse, ejerlav)
- Ettehave (bebyggelse, ejerlav)
- Ettehave Rode (bebyggelse)
- Fælleseje (landbrugsejendom)
- Hejningen (bebyggelse)
- Hejrede (bebyggelse, ejerlav)
- Indtægten (areal)
- Kamperhave (bebyggelse)
- Kistofte (bebyggelse)
- Lille Slemminge (bebyggelse, ejerlav)
- Nørregård (ejerlav, landbrugsejendom)
- Rode (bebyggelse)
- Slemminge (bebyggelse)
- Sletteskov (bebyggelse)
- Sorteby (bebyggelse)
- Udstolpe (bebyggelse, ejerlav)
- Østerby (bebyggelse, ejerlav)